# ATP-toernooi van Düsseldorf
De Power Horse Cup oftewel het ATP-toernooi van Düsseldorf werd gehouden ter vervanging van de World Team Cup. Het toernooi werd op gravel gespeeld. 

## Geschiedenis
Van 1978 tot en met 2012 werd in Düsseldorf de World Team Cup georganiseerd, een tennistoernooi voor landenteams onder auspiciën van de ATP. In 2012 liep het lopende contract met de ATP af en de organisatie besloot deze niet te verlengen vanwege financiële problemen door het uitblijven van een hoofdsponsor. In een oude clausule uit het contract met de ATP stond dat de organisatie in Düsseldorf een toernooilicentie voor een regulier ATP World Tour 250 toernooi zou krijgen, wanneer de World Team Cup niet meer zou worden georganiseerd. Vanwege de financiële problemen (schuld van 660.000 euro) besloot de Rochusclub Turnier-GmbH deze licentie direct door te verkopen aan de Roemeense ex-tennisser/zakenman Ion Țiriac en aan de Duitse ex-tennisser Rainer Schüttler voor naar verluidt 1,6 miljoen euro. De nieuwe licentiehouders verhuurde de licentie direct terug aan de organisatie van Düsseldorf. Hiermee was het het reguliere 'ATP-toernooi van Düsseldorf' geboren. Rainer Schüttler is 10 jaar ambassadeur geweest van de World Team Cup en heeft met de koop van de licentie het tennis in Düsseldorf kunnen behouden. Een deel van geld van de verkoop van de licentie was meteen het startkapitaal voor de organisatie van het toernooi van 2013. De hoofdsponsor Power Horse uit Linz (Oostenrijk), van de laatste 2 edities van de World Team Cup bleef aan als hoofdsponsor voor het toernooi van 2013.
Voor de editie van 2015 kon het toernooi geen hoofdsponsor vinden, waarna de licentiehouders Ion Țiriac en Rainer Schüttler op zoek gingen naar een andere toernooilocatie/organisatie. Uiteindelijk ging de licentie in 2015 naar het ATP-toernooi van Genève.

## Finales

### Enkelspel
| Datum      | Naam            | Cat.    | (€)       | Ondergrond     | Winnaar               | Verliezend finalist | Uitslag     |         |
| ---------- | --------------- | ------- | --------- | -------------- | --------------------- | ------------------- | ----------- | ------- |
| 25-05-2014 | Power Horse Cup | ATP 250 | € 426.605 | Gravel, buiten | Philipp Kohlschreiber | Ivo Karlović        | 6-2, 7-6(4) | Details |
| 25-05-2013 | Power Horse Cup | ATP 250 | € 410.200 | Gravel, buiten | Juan Mónaco           | Jarkko Nieminen     | 6-4, 6-3    | Details |

### Dubbelspel
| Datum      | Naam            | Cat.    | (€)       | Ondergrond     | Winnaars                       | Verliezend finalisten          | Uitslag          |         |
| ---------- | --------------- | ------- | --------- | -------------- | ------------------------------ | ------------------------------ | ---------------- | ------- |
| 25-05-2014 | Power Horse Cup | ATP 250 | € 426.605 | Gravel, buiten | Santiago González Scott Lipsky | Martin Emmrich Christopher Kas | 5-7, 6-4, [10-3] | Details |
| 25-05-2013 | Power Horse Cup | ATP 250 | € 410.200 | Gravel, buiten | Andre Begemann Martin Emmrich  | Treat Huey Dominic Inglot      | 7-5, 6-2         | Details |

2013 · 2014
 World Team Cup (Düsseldorf) (1978-2012) →  Düsseldorf (2013-2014) →  Genève (2015-heden)
ITF-toernooien (mannen en vrouwen)

ATP-toernooien (mannen) – ATP-seizoen 2025

WTA-toernooien (vrouwen) – WTA-seizoen 2025

Voormalige toernooien mannen
Voormalige toernooien vrouwen
Voormalige amateurtoernooien